# Magmafilm
Pour les articles homonymes, voir Magma.
Magmafilm - nom souvent abrégé en Magma - est une société allemande de production et de distribution de films pornographiques.

## Histoire
La société a été fondée en 1988 sous le nom de MTC.

Jusqu'en 2005, elle a été dirigée par Nils Molitor (fils du fondateur Walter Molitor) et a reçu de nombreux Venus Awards avant qu'il ne fonde sa propre société. Klaus Goldberg en était le principal financier ; en octobre 2010, il a entre autres produit la série Magma swingt.

En 2010, la société a acquis Mascotte Film AG, société suisse exploitant depuis plus de 35 ans des licences dans les domaines du cinéma ainsi que du théâtre. Cette dernière redistribue des productions sous le label Magmafilm und Tabu (environ 24 titres par mois).

En 2007, Magmafilm a reçu à Berlin le prix Eroticline Awards « Company of the Year ».
En octobre de la même année, le premier film au format Blu-ray a été édité (Porn Hard Art), Magmafilm devenant le premier studio européen à utiliser ce format.
En 2010, Magmafilm a reçu le prix Venus Award « Best Video Series » pour sa série Magma swingt.

## Quelques titres
- 2002 : Die Megageile Küken-Farm avec Sibel Kekilli
- 2002 : Ein Sommertagstraum avec Anja Juliette Laval, Tyra Misoux et Sibel Kekilli
- 2003 : Die 8. Sünde (Venus Award « Bester Film - Deutschland »)
- 2003 : Hinter Gittern gevögelt (Venus Award « Bester Film - Skandinavien »)
- 2005 : Porn Hard Art
- 2006 : Viennese
- 2007 : Cabaret Berlin avec Renee Pornero et Julie Silver
- 2007 : Sextape avec Louisa Lamour
- 2009 : Eine betrogene Frau
- 2010 : Das Sennenlutschi avec Mia Magma
- 2010 : Lollipops 22
- 2010 : Moli trifft...
- 2010 : Moli trifft Vol. 2 avec Mia Magma et Sophie Logan
- 2010 : Pure Lust avec Mia Magma
- 2011 : Das Tagebuch der Mia Magma avec Mia Magma

## Personnalités

### Actrices produites
- Julia Channel
- Conny Dachs
- Angel Dark
- Isabel Golden
- Brooke Haven
- Sibel Kekilli sous le pseudonyme Dilara
- Louisa Lamour
- Anja Juliette Laval
- Mia Magma
- Tyra Misoux
- Salma de Nora
- Terry Nova
- Renee Pornero
- Annina Ucatis